# Christian Génicot
Pour les articles homonymes, voir Genicot.
Christian Génicot  (né le 1er avril 1939 à Villeneuve-la-Garenne et mort à Saint-Lô le 24 novembre 2005) est un journaliste français.

## Biographie
Christian Génicot se destine tout d'abord à une carrière dans la chanson. Dans les années 1960, il crée et anime un cabaret de chanson, rue de Seine à Paris, et enregistre un disque orchestré par François Rauber et parrainé par Jean Ferrat. Entré, en 1964, comme journaliste à Radio Monte-Carlo à Paris, il continue à chanter dans les cabarets de la Rive gauche.
Dans les années 1970, il entre à Ouest-France pour y couvrir les problèmes d'éducation. En 1976, souhaitant vivre "au vert" avec sa famille, il demande un poste en région. Ce sera Saint-Lô, dans la Manche. Pendant cinq ans, il essaiera de réformer la façon de faire la "locale". Puis il démissionne pour créer son propre magazine, Manche Magazine, en 1981.
Manche Magazine se transforme l'année suivante en Normandie - Magazine et couvre la Basse-Normandie (Manche, Calvados et Orne). En 1984, il s'étend à la Haute-Normandie (Seine-Maritime et Eure). Quand, en 1989, le comté anglais du Hampshire se jumelle avec la Basse-Normandie, Christian décide que son magazine doit accompagner cette démarche européenne et devenir bilingue. La rencontre d'une excellente traductrice permet la naissance d'un magazine à cheval sur deux pays et sur deux langues.
Normandie Magazine publie régulièrement des numéros spéciaux : "'Écrivains de Normandie", "Peintres en Normandie" (et sa version anglaise, "Painters in Normandy"), et des numéros spéciaux bilingues ("Sur les pas de Guillaume le Conquérant", "Normandie 1944, avec les correspondants de guerre", "Citizen Tocqueville").
Revenant à ses premières amours, Christian Génicot enregistre en 2001 un CD de chansons qu'il avait composées, "6 Chansons pour la Normandie", toujours avec pour orchestrateur François Rauber.